# Kawasaki AR 50
De Kawasaki AR 50 is een bromfiets van het motorfietsmerk Kawasaki. De Kawasaki AR 50 is geen gangbare brommer op de Nederlandse markt. Hij is niet al te hoog en wordt daarom ook wel "buikschuiver" genoemd. Deze brommer kan met de standaard "ontgrensde" set-up tot wel 100 km/u halen

## Geschiedenis
Deze brommer werd geïntroduceerd in 1981 met het eerste type, de Kawasaki AR50 A1. In totaal zijn er 12 versies gemaakt, de A1, A2 en C1 t/m C10. De laatste werd gemaakt in 1994.
De kleur van de AR50 is afhankelijk van het bouwjaar/type. De kleuren waren zwart, rood, groen of wit. Deze brommer heeft opvallende gegoten aluminium stervelgen, in de kleuren rood, wit of goud.

## Minpunt
Veel AR50'jes hebben een slippende koppeling, dit komt doordat de koppelingsveertjes vaak snel slap worden. Ook wil de middenpakking van het blok nog weleens lekken. Ook de lagerbusjes van het veersysteem zijn vaak compleet uitgesleten. 

## Techniek
Standaard Setup:
- 14 mm mikuni carburateur
- 50 cc cilinder
- 5 of 6 versnellingen